# Chiến tranh Boer đầu tiên
Chiến tranh Boer đầu tiên (tiếng Afrikaans: Eerste Vryheidsoorlog, nghĩa đen là " Chiến tranh tự do đầu tiên "), 1880-1881, còn được gọi là Chiến tranh Anglo-Boer đầu tiên, Chiến tranh xuyên biên giới hoặc Cuộc nổi loạn xuyên biên giới, là một cuộc chiến tranh diễn ra từ ngày 16 tháng 12 năm 1880 cho đến ngày 23 tháng 3 năm 1881 giữa Vương quốc Anh và Boers của Transvaal (với tên là Cộng hòa Nam Phi đã được biết đến trong thời thuộc chính quyền Anh). Chiến tranh dẫn đến việc Anh tham gia thành lập Cộng hòa Nam Phi thứ hai.

## Bối cảnh

### Tình thế
Vào thế kỷ 19, một loạt các sự kiện đã xảy ra ở phần phía nam của lục địa châu Phi, với người Anh thỉnh thoảng cố gắng thiết lập một nhà nước thống nhất duy nhất ở đó, trong khi ở những thời điểm khác muốn kiểm soát ít lãnh thổ hơn. Ba yếu tố chính sau đã thúc đẩy sự bành trướng của Anh vào Nam Phi:   
- mong muốn kiểm soát các tuyến thương mại đến Ấn Độ đi qua Mũi Hảo Vọng
- phát hiện vào năm 1868 về trữ lượng khoáng sản khổng lồ của kim cương xung quanh Kimberley trên biên giới chung của Cộng hòa Nam Phi (được người Anh gọi là Transvaal), Nhà nước tự do Orange và Cape Colony, và sau đó vào năm 1886 trong cơn sốt vàng Transvaal
- cuộc đua chống lại sự tranh giành châu Phi của các cường quốc thực dân châu Âu khác, như là một phần của sự bành trướng chung của thực dân châu Âu ở châu Phi

Các cường quốc khác muốn vùng này thành thuộc địa tiềm năng bao gồm:
- Đế quốc Bồ Đào Nha, trong đó đã kiểm soát Bồ Đào Nha Angola (ngày nay là Angola) ở phía tây của Trung Phi và Bồ Đào Nha Đông Phi (ngày nay là Mozambique) ở Đông Phi, cũng như Bồ Đào Nha Guinea và Cape Verde ở Tây Phi
- Đế quốc Đức, nơi kiểm soát khu vực ở Nam Phi, vào năm 1884 sẽ trở thành Tây Nam Đức (Namibia ngày nay), và cũng sẽ nắm giữ Đông Đức của Đức (ngày nay là lục địa Tanzania), Kamerun (ngày nay là Cameroon) và Togo, cả ở Tây Phi
- xa hơn về phía bắc, Vua Leopold II của Bỉ, người kiểm soát một khu vực ở Trung Phi, vào năm 1885 sẽ trở thành Nhà nước Tự do Congo (Cộng hòa Dân chủ Congo ngày nay)
- Cộng hòa thứ ba của Pháp, đang trong quá trình chinh phục Vương quốc Merina (Madagascar ngày nay) và đang theo đuổi các khu vực vào năm 1895 và năm 1910 sẽ lần lượt trở thành Tây Phi thuộc Pháp và Châu Phi Xích đạo
- một loạt các nước cộng hòa Boer mở rộng vào các vùng lãnh thổ phía bắc của phạm vi ảnh hưởng của Anh ở Cape

Sự sáp nhập Transvaal của Anh năm 1877 đại diện cho một trong những cuộc xâm lược lớn nhất của họ vào Nam Phi, nhưng những cuộc mở rộng khác cũng đồng thời xảy ra. Năm 1868 Đế quốc Anh sáp nhập Basutoland (ngày nay là Lesotho ở dãy núi Drakensberg, bao quanh bởi các Cape Colony, các Orange Free State và Natal), sau một lời kêu gọi từ Moshoeshoe, lãnh đạo của một nhóm hỗn hợp chủ yếu gồm người tị nạn Sotho từ Difaqane mà tìm kiếm sự bảo vệ của Anh chống lại cả người Boer và người Zulu. Vào những năm 1880, đất nước Tswana trở thành đối tượng tranh chấp giữa người Đức ở phía tây, người Boer ở phía đông và người Anh ở Thuộc địa Cape ở phía nam. Mặc dù đất nước Tswana vào thời điểm đó hầu như không có giá trị kinh tế, " Con đường truyền giáo " đã đi qua nó về phía lãnh thổ xa hơn về phía bắc. Sau khi người Đức sáp nhập Damaraland và Namaqualand (Namibia hiện nay) vào năm 1884, người Anh sáp nhập Bechuanaland vào hai phần năm 1885: Bechuanaland Guardate (Botswana hiện đại) và British Bechuanaland (sau này là thuộc địa Cape).
Sau trận Blaauwberg (1806), Anh đã chính thức giành được Mũi Hảo Vọng ở Nam Phi từ Hà Lan vào năm 1815 sau Chiến tranh Napoléon. Một số nhóm nông dân định cư nói tiếng Hà Lan (Boer) phẫn nộ với việc cai trị của Anh, mặc dù sự kiểm soát của Anh mang lại một số lợi ích kinh tế. Làn sóng di cư liên tiếp của nông dân Boer (được gọi là Trekboers có nghĩa đen là "nông dân di cư"), đầu tiên ở phía đông dọc theo bờ biển từ Mũi về phía Natal, và sau đó về phía bắc về phía bên trong, cuối cùng thành lập các nước cộng hòa được biết đến như là Nhà nước tự do Orange và Transvaal (nghĩa đen là "bên kia sông Vaal").
Người Anh đã không cố gắng ngăn những người Trekboers di chuyển khỏi Cape. Người Trekboers hoạt động như những người tiên phong, mở ra nội địa cho những người đi theo, và người Anh dần dần mở rộng sự kiểm soát của họ từ Cape dọc theo bờ biển về phía đông, cuối cùng sáp nhập Natal vào năm 1843.
Người Trekboers vốn là nông dân, đã dần dần mở rộng phạm vi và lãnh thổ của họ mà không có kế hoạch rõ ràng. Việc xóa bỏ chế độ nô lệ chính thức ở Đế quốc Anh vào năm 1834 đã dẫn đến các nhóm người định cư Boer có tổ chức hơn cố gắng thoát khỏi sự cai trị của Anh, một số người đi xa về phía bắc, ngày nay là Mozambique. Điều này được biết đến với cái tên Great Trek và những người tham gia vào nó được gọi là Voortrekkers.
Thật vậy, người Anh sau đó đã thừa nhận hai Cộng hòa Boer mới trong một cặp điều ước: Công ước Sand River năm 1852 đã công nhận nền độc lập của Cộng hòa Transvaal và Công ước Bloemfontein năm 1854 công nhận sự độc lập của Nhà nước tự do Orange. Tuy nhiên, sự bành trướng thuộc địa của Anh, từ những năm 1830, nổi bật với những cuộc giao tranh và chiến tranh chống lại cả người Boer và các bộ lạc châu Phi bản địa trong phần lớn thời gian còn lại của thế kỷ 19.

## Sách tham khảo
- Bergen, Michael G. (2017). Storm over South Africa. Book Venture Publishing LLC. ISBN 978-1-64069-580-1.
- Gough Palmer, M. (tháng 12 năm 1980). "The Besieged Towns of the First Boer War, 1880–1881". South African Journal of Military History. Quyển 5 số 2. Truy cập ngày 18 tháng 12 năm 2013.
- Gross, David M. (2014). 99 Tactics of Successful Tax Resistance Campaigns. Picket Line Press. ISBN 978-1-4905-7274-1.
- Machanik, Felix (tháng 12 năm 1980). "Firearms and Firepower - First War of Independence, 1880-1881". Military History Journal. Quyển 5 số 2. South African Military History Society.
- Meredith, Martin (2007). Diamonds, Gold and War: The Making of South Africa. Simon & Schuster. ISBN 978-0-7432-8614-5.
- Norris-Newman, Charles L. (1882). With the Boers in the Transvaal and Orange Free State 1880-81. London: Abbott, Jones & Co. hdl:2263/12714.
- Pakenham, Thomas (1991). The Scramble for Africa: 1876–1912. Random House. ISBN 978-0-394-51576-2.
- Pretorius, Fransjohan (ngày 29 tháng 3 năm 2011). "The Boer Wars". BBC - History. Truy cập ngày 28 tháng 10 năm 2019.
- Raugh, Harold E. (2004). The Victorians at War, 1815-1914: An Encyclopedia of British Military History. ABC-CLIO. ISBN 978-1-57607-925-6.